# Emiel Louis De Winde
Emilius (Emiel) Louis De Winde (Merchtem, 18 december 1914 - Grimbergen, 4 april 1987) was de 56e abt van de Abdij van Grimbergen.
Na zijn humaniorastudies in Dendermonde (H. Maagdcollege) ontving hij op 12 oktober 1933 het witte ordeskleed uit handen van abt Hoppenbrouwers en kreeg de kloosternaam Emilius.
Twee jaar later legde Emilius zijn geloften af. Gezien de moeilijke periode, vlak voor de Tweede Wereldoorlog, werd hij priester gewijd in Doornik op 23 september 1939. In 1942 werd hij op 20 februari cantor en op 1 april van datzelfde jaar benoemde de pas gekozen prelaat Augustinus Cantinjaeu, hem tot nieuwe prior van de abdij.
Deze laatste functie zou hij tot aan zijn abtskeuze in 1957 uitoefenen. Als jonge priester maakte Emilius zich verdienstelijk door veelvuldige predicaties, retraites voor zusters en in samenwerking met de Tongerlose norbertijn Van Clé verzorgde hij zogenaamde misweken.
In Grimbergen was De Winde ook jarenlang dirigent van het plaatselijk koor St.-Cecilia. In de jaren 1950 nam Emilius het initiatief om in de Abdijkerk, jaarlijks een kerststal te bouwen naar het model van bestaande pittoreske hoeven, molens, poortgebouwen of andere bezienswaardigheden uit de gemeente Grimbergen.
In 1950 werd Emilius novicenmeester en verantwoordelijk voor de opleiding. Ook de zieken droeg hij een groot hart toe en zo trok De Winde jaarlijks als geestelijke vader met vele en vooral zieke kinderen naar Lourdes. Vele jaren was hij ook de bezielende leider van de plaatselijke Eucharistische Kruistocht en gaf hij vaak voordrachten aan de hand van zelfgemaakte diamontages en filmen.

## Abt
In het najaar van 1957 gaf abt Hroznata van Heesch, na 11 jaar abbatiaat, ontslag als prelaat van de abdij en op 27 december van dat jaar werd Emilius De Winde tot 56ste abt van Grimbergen verkozen. De toenmalige rector-magnificus van de Leuvense Alma Mater, Honoré Van Waeyenbergh, die familie was van de nieuwe abt, werd uitgenodigd om voor te gaan in de abtszegening op 17 februari 1958.
Abt De Winde besteedde grote zorg aan de abdij alsook aan de afhankelijke gemeenschap in Zuid-Afrika waar hij meerdere malen heentrok om de medebroeders daar aan te moedigen. In 1963 werd, mede onder zijn impuls, het Fenikshof gebouwd en tegelijkertijd steunde hij de plannen tot oprichting van de eerste volkssterrenwacht Mira.
Op 1 september 1982, kort na het generaal kapittel nam hij ontslag nadat hij 25 jaar de leiding had over de Norbertijnerabdij van Grimbergen. Op 10 oktober 1985 vierde hij zijn gouden professiejubileum en na een lange ziekte overleed hij in de abdij op 4 april 1987 op 72-jarige leeftijd. In aanwezigheid van abt-generaal Marcel van de Ven en vele andere medebroeders en vrienden werd abt Emilius De Winde begraven op het abdijkerhof op 9 april 1987.
Emilius De Winde was de broer van Eduard De Winde die eveneens norbertijn was in Grimbergen.